# Vitus
Vitus er et drengenavn, der er en afledning af det latinske ord vitae, som betyder ”liv”. Navnet stammer  formodentlig fra en siciliansk   helgen (død omkring 300). I 2022 var der 1.352 danskere med navnet

## Kendte personer med navnet
- Vitus Bering